# Имперско графство Ортенбург
Имперското графство Ортенбург (на немски: Reichsgrafschaft Ortenburg или Grafschaft Ortenburg, Grafschaft Ortenberg, Grafschaft Artenberg) е имперско графство на Свещената Римска империя в Долна Бавария. Главен център е крепостта Ортенбург над Маркт Ортенбург близо до Пасау. Имперското графство съществува от около 1120 до 1805 г. в територията на Херцогство Бавария.

## История
През средата на Средновековието графството обхваща разпръснати територии в Стара Бавария, Горен Пфалц, Горна Австрия, Долна Австрия и Тирол. През средата на 13 век то загубва мощността си и територията му намалява на само четири квадратни километри около Ортенбург.
През 1805 г. графството е продадено на Курпфалц-Бавария. Вителсбахите вземат т. нар. „Ортенбургска синя пантера“ в техния наследствен герб.
Баварските Ортенбурги (първоначално Ортенберги до 1530 г.) имат прародител Рапото I фон Ортенбург († 26 август 1186) от род Спанхайми. Той създава страничния клон на Имперските графове на Ортенбург в Бавария. Като четвъртият син на херцог Енгелберт II от Каринтия и на Ута от Пасау, Рапото получава да управлява земи от наследството на майка му близо до Пасау.
Последният имперски граф на Ортенбург е Йозеф Карл († 1831) от 1801 до 1805 г. и граф на новото Графство Ортенбург-Тамбах (1805 – 1831).
Графската фамилия се мести на 20 януари 1806 г. в новосъздаденото Графство Тамбах, близо до Кобург, на границата с Кралство Бавария и Херцогство Саксония-Кобург и Гота.
Баварските Ортенбурги имат с Каринтийските Ортенбурги само еднакво име.